# Родяни
Родяни или Радовища (на гръцки: Ροδιανή, до 1927 година Ραδοβίστα, Радовиста) е село в Гърция, в дем Кожани, област Западна Македония.

## География
Селото е разположено на 960 m надморска височина, на около 15 km югозападно от град Кожани.

## История

### Етимология
Според академик Иван Дуриданов етимологията на името е първоначален патроним на -ишти < -itji, който произхожда от личното име *Радовит от *Радовид. Името е възникнало след отпадане на краесловните ерове, когато д в краесловна позиция е заменена с т.

### В Османската империя
В 1528 година Радовища има 50 домакинства с 225 жители.
В края на ХІХ век Радовища е гръцко християнско село в югозападната част на Кожанската каза на Османската империя. Основната селска църква „Свети Архангели“ е издигната през 1814 година.
Александър Синве ("Les Grecs de l’Empire Ottoman. Etude Statistique et Ethnographique"), който се основава на гръцки данни, в 1878 година пише, че в Радовица (Radovitza) живеят 276 гърци.
Според статистиката на Васил Кънчов („Македония. Етнография и статистика“) през 1900 година в Радовища има 137 гърци.
На Етнографската карта на Битолския вилает на Картографския институт в София от 1901 година Радовища е чисто гръцко село в Кожанската каза на Серфидженския санджак с 25 къщи.
Според статистика на Серфидженския санджак на гръцкото консулство в Еласона от 1904 година в Радовиста (Ραδοβίστα), Кожанска каза, живеят 200 гърци елинофони християни.
По данни на секретаря на Българската екзархия Димитър Мишев („La Macédoine et sa Population Chrétienne“) в 1905 година в Радовища (Radovichta) има 125 гърци.

### В Гърция
През Балканската война в 1912 година в селото влизат гръцки части и след Междусъюзническата в 1913 година Радовища остава в Гърция. През 1927 година името на селото е сменено на Родяни.
Населението традиционно произвежда жито, тютюн и други земеделски продукти, като се занимава и със скотовъдство.
| Име                                                          | Име                 | Ново име   | Ново име      | Описание                                    |
| ------------------------------------------------------------ | ------------------- | ---------- | ------------- | ------------------------------------------- |
| Дзакан Кундулакия или Тахан Кундулакия или Дзапан Кундулакия | Τζαπάν Κουντουλάκια | Микри Лаки | Μικροί Λάκκοι | гора в Червена гора на ЮЗ от Родяни         |
| Стрятна или Стратина                                         | Στριάντα            | Исома      | Ίσωμα         | връх в Червена гора на З от Родяни (1035 m) |

| Година    | 1913 | 1920 | 1928 | 1940 | 1951 | 1961 | 1971 | 1981 | 1991 | 2001 | 2011 | 2021 |
| --------- | ---- | ---- | ---- | ---- | ---- | ---- | ---- | ---- | ---- | ---- | ---- | ---- |
| Население | 161  | 283  | 299  | 398  | 447  | 634  | 361  | 391  | 403  | 358  | 295  | 246  |

## Личности
Родени в Родяни
- Янис Диндсикос (р. 1960), гръцки футболист